# Hrobka srdcí

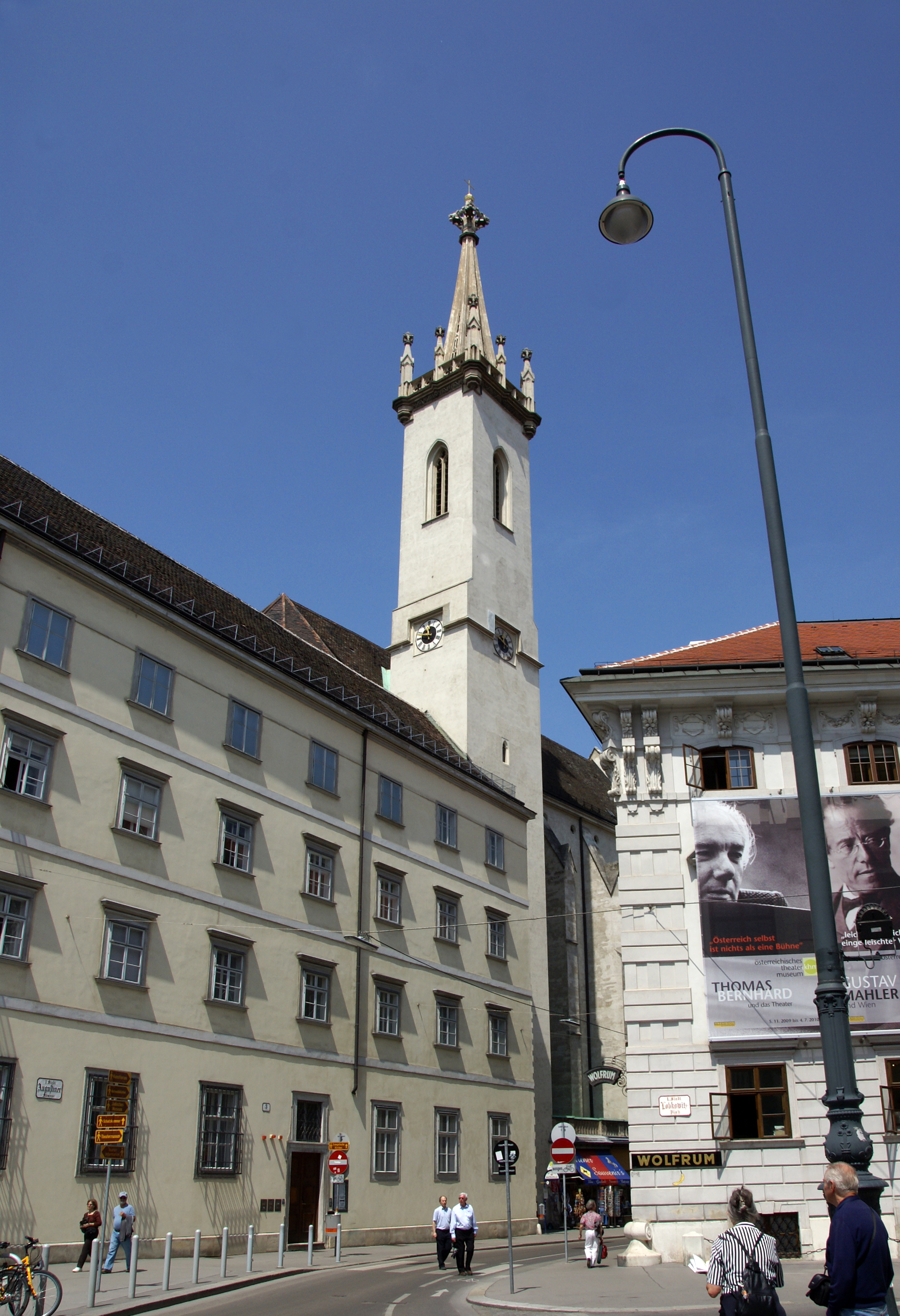
Augustiniánský kostel ve Vídni

Hrobka srdcí (německy Herzgruft) je pohřební komora, ve které je uloženo 54 uren obsahujících srdce zemřelých členů habsburské a habsbursko-lotrinské dynastie z období mezi lety 1618 a 1878. Krypta se nachází za Loretánskou kaplí v augustiniánském kostele u Hofburgu ve Vídni. Vchod je v kapli vlevo od oltáře skrz kovové dveře s malými mřížkami.
První srdce patřící králi Ferdinandu IV. bylo na jeho přání pochováno v augustiniánském kostele 10. července 1654. Do té doby se srdce vyjmutá při balzamování ukládala přímo do rakví nebo do katakomb pod katedrálou sv. Štěpána. Ferdinand IV. (1633–1654) byl korunován českým (1646) a uherským (1647) králem, ale zemřel dříve, než mohl nastoupit na trůn. Během regotizace kostela iniciované Josefem II. byla Hrobka srdcí přemístěna do jiné části kostela a posléze tam byla přenesena i srdce některých dříve vládnoucích panovníků a jejich rodinných příslušníků z první poloviny 17. století. Poslední srdce patřící arcivévodovi Františku Karlovi zde v kryptě bylo uloženo 8. března 1878. Na konci 19. století už balzamovací postupy dovolily ponechat vnitřnosti v těle. Balzamování nemělo být trvalé, jako například ve starověkém Egyptě, mělo spíše zabránit rozkladu těla během pohřebních slavností a obřadu, kdy bylo tělo veřejně vystaveno na márách.
Těla všech kromě tří (č. 3, 33 a 42) byla pohřbena v nedaleké Císařské hrobce. Nádoby s ostatními vnitřnostmi byly ukládány ve Vévodské hrobce v katedrále sv. Štěpána, po stavebních úpravách jsou od roku 1957 tyto měděné očíslované schránky s vnitřnostmi vystaveny v zamřížovaných výklencích v její předsíni.

## Historie

### Původní kaple

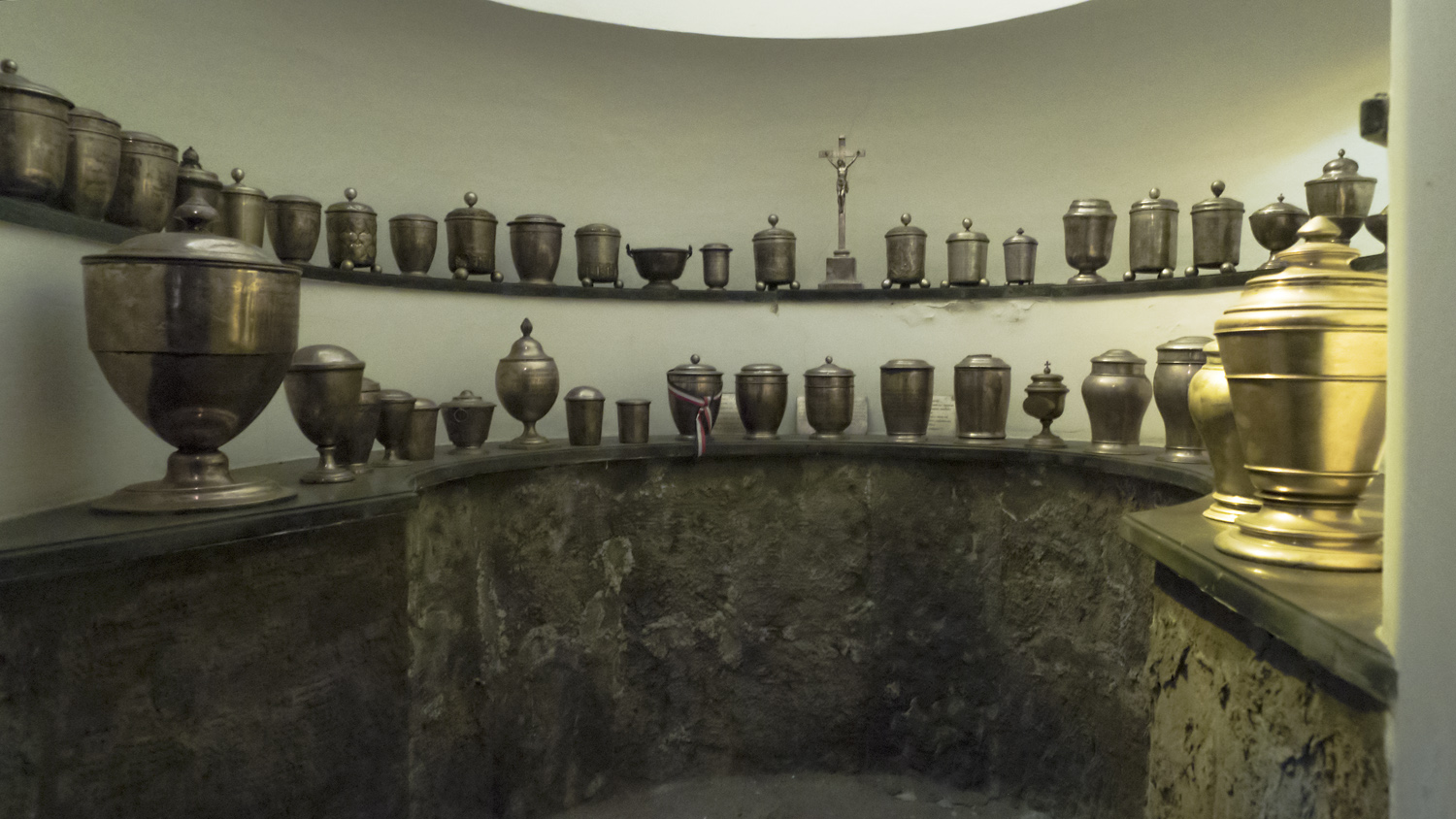
Hrobka srdcí

Původní Loretánská kaple, která byla věrnou kopií Svaté chýše (Santa Casa) z italského Loreta, stála mezi 1. a 3 pilířem střední lodi augustiniánského kostela a byla založena v roce 1627 Eleonorou Mantovskou (1598–1655) z rodu Gonzaga, manželkou císaře Ferdinanda II. Bylo to tedy rok po založení pražské Lorety Benignou Kateřinou z Lobkowicz (1594–1653). Rozměry odpovídaly původní stavbě (délka: 9,25 m, šířka: 4,1 m, výška: ok. 5 m). Uvnitř za oltářem se ve zdi nacházel výklenek, kde stála socha Panny Marie s Dítětem z cedrového dřeva. Kaple byla vysvěcena 12. září 1627 kardinálem Františkem z Dietrichsteina za přítomnosti císařského dvora. Kaple se stala místem mariánské úcty a soukromím poutním místem císařského domu. Císařovna Eleonora vybavila kapli cennými předměty ze zlata, stříbra a drahých kamenů.
Král Ferdinand IV. si přál, aby jeho srdce bylo pohřbeno u nohou Matky Boží ve vídeňském augustiniánském kostele. Po jeho smrti 9. července 1654 bylo jeho tělo nabalzamováno a srdce uloženo v poháru a vystaveno na smrtelné posteli. Následující den okolo 21. hodiny bylo jeho srdce převezeno do Loretánské kaple a bylo uloženo u nohou Madony během jednoduché pobožnosti. Tímto jednoduchým pietním aktem byla založena tradice pochovávání srdcí všech příslušníků habsburské dynastie v kryptě po boku srdce krále Ferdinanda IV.
Hrobka srdcí se do roku 1784 skládala z malé mramorem vykládané komory v podlaze za oltářem a vyzděné niky s postavou Matky Boží. Komora, ve které byly urny uloženy, byla asi 40 cm hluboká. Svrchu hrobku srdcí chránila kovová deska, na které byla položena ještě jedna mramorová. Až do přemístění Loretánské kaple zde bylo uloženo 21 uren příslušníků císařského domu.

### Nová kaple
Během regotizace augustiniánského kostela architektem Johannem Ferdinandem Hetzendorfem von Hohenberg v roce 1784 byla Loretánská kaple ve střední lodi kostela vybourána. Nicméně 25. května 1784 nechal císař Josef II. zřídit novou Loretánskou kapli na současném místě, které ve středověku sloužilo jako kapitulní síň kláštera. Vstup do ní je opatřen umělecky kovanou mříží a nachází se v jihovýchodní části pravé boční lodi kostela. Během napoleonských válek v roce 1809 bylo cenné stříbrné vybavení Loretánské kaple roztaveno a během času se ztratily i další součásti bohaté vnitřní výzdoby.
Také urny se srdci byly přeneseny ze staré hrobky srdcí do nové stavby. V roce 1802 byly uloženy ve speciálně zřízené půlkruhové místnosti za Loretánskou kaplí. Zároveň sem byly přeneseny urny se srdci císařovny Anny, císaře Matyáše a jeho nástupce Ferdinanda II., které byly původně přechovávány v královnině klášteře klarisek vedle Hofburgu. Do roku 1878 bylo v této prosté kryptě uloženo 54 srdcí. Nenacházejí se zde srdce císařů Ferdinanda III. (1637–1657) a Josefa II. (1780–1790). Osvícenský panovník Josef II. si výslovně přál, aby jeho mrtvé tělo nebylo pitváno, nýbrž aby byl pochován v uniformě polního maršála v prosté rakvi z dubového dřeva.
Podobně byla ukládána zvlášť i srdce krumlovských vévodů z rodu Schwarzenbergů a jejich manželek v kapli sv. Jana Nepomuckého v kostele sv. Víta v Českém Krumlově nebo srdce příslušníků bavorského panujícího rodu Wittelsbachů v Milostné kapli (Gnadenkapelle, česky také označované jako Kaple zázračného obrazu) v Altöttingu.

## Statistiky
- celkem 54 srdcí, z toho:
- 26 mužů

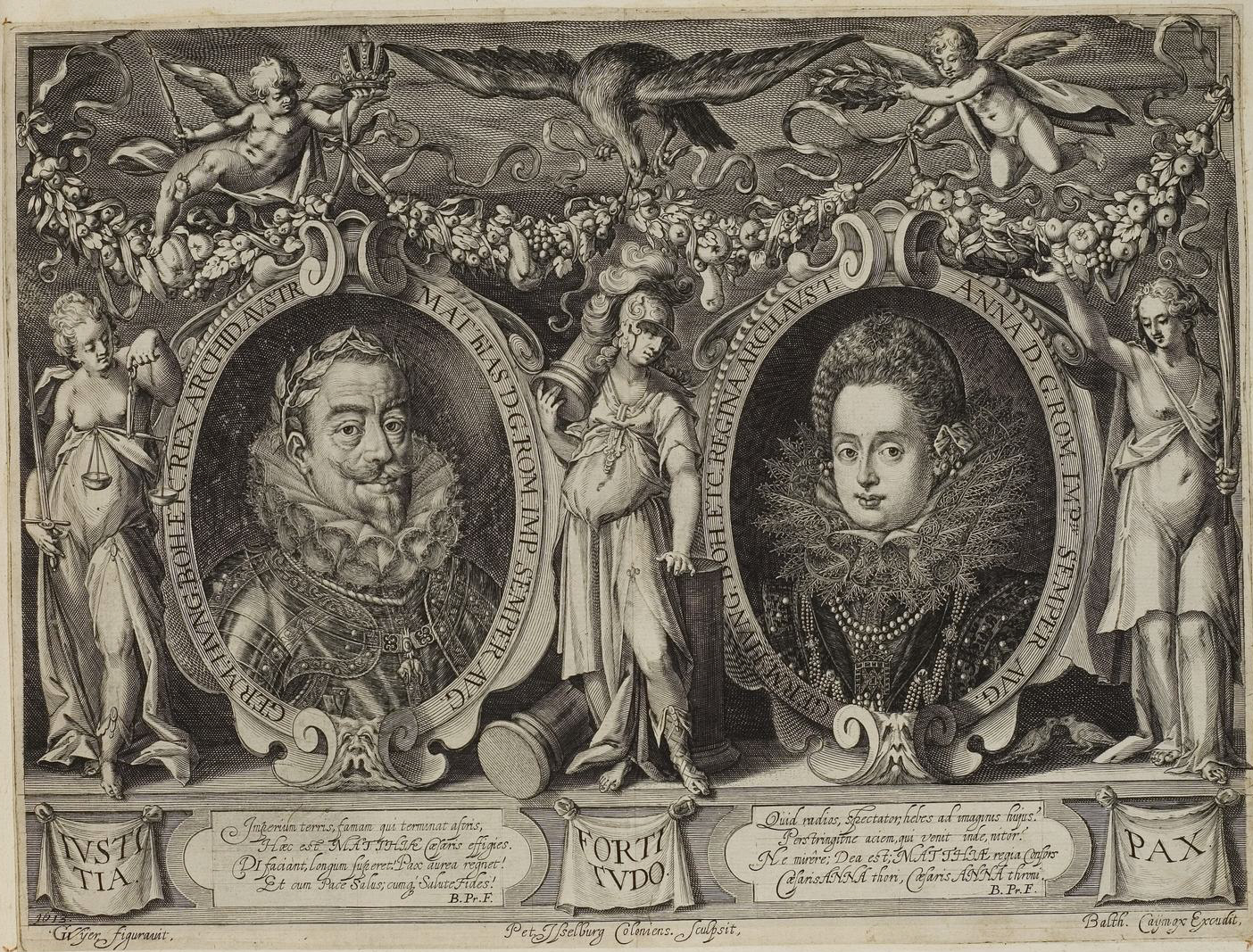
Císař Matyáš a jeho žena Anna – jejich srdce jsou v této hrobce nejstarší.

  - mezi nimi manžel (č. 20) a 4 synové (č. 18, 23, 30, 34) Marie Terezie (č. 21)
- 28 žen
  - mezi nimi 4 dcery (č. 19, 28, 33, 38) Marie Terezie (č. 21)
- 10 císařů (č. 2, 3, 11, 12, 13, 20, 23, 42, 43, 53), z toho:
  - římští:
    - 1612–1619 Matyáš Habsburský (č. 2)
    - 1619–1637 Ferdinand II. (č. 3)
    - 1657–1705 Leopold I. (č. 11)
    - 1705–1711 Josef I. (č. 12)
    - 1711–1740 Karel VI. (č. 13)
    - 1745–1765 František I. Štěpán Lotrinský (č. 20)
    - 1790–1792 Leopold II. (č. 23)

  - římský (1792–1806) i rakouský (1804–1835):
    - František II./I. (č. 43)

  - rakouský:
    - 1835–1848 Ferdinand I. (č. 53)

  - císař Francouzů:
    - 1815 Napoleon II. (č. 42)
- 2 římští králové, ale nikoliv římští císařové:
  - 1653–1654 Ferdinand IV. (č. 4)
  - 1811–1814 Napoleon II. (č. 42)
- 2 vévodové těšínští:
  - 1766–1822 Albert (č. 40)
  - 1822–1847 Karel Ludvík (č. 45)
- 8 manželek císařů (č. 1, 6, 7, 17, 21, 24, 35, 39), z toho:
  - římské císařovny:
    - 1612–1618 Anna Tyrolská (č. 1)
    - 1666–1673 Markéta Terezie Španělská (č. 6)
    - 1651–1657 Eleonora Gonzagová (č. 7)
    - 1711–1740 Alžběta Kristýna Brunšvicko-Wolfenbüttelská (č. 17)
    - 1745–1765 Marie Terezie (č. 21)
    - 1790–1792 Marie Ludovika Španělská (č. 24)

  - římská a rakouská císařovna:
    - 1792–1806 římská a 1804–1807 rakouská Marie Tereza Neapolsko-Sicilská (č. 35)

  - rakouská císařovna:
    - 1808–1816 Marie Ludovika Modenská (č. 39)
- 1 královna Obojí Sicílie:
  - Marie Karolína (č. 38)
- nejstarší srdce: 1619 Matyáš Habsburský, narozený v roce 1557 (č. 2)
- poslední srdce: 1878 František Karel Habsbursko-Lotrinský (č. 54)
- těla pochována v Císařské hrobce, byly však 3 výjimky:
  - Ferdinand II. (č. 3) – Mauzoleum ve Štýrském Hradci
  - Marie Amálie Habsbursko-Lotrinská (č. 33) – katedrála sv. Víta v Praze
  - František Josef Karel - Napoleon II. (č. 42) – Invalidovna v Paříži

## Seznam pochovaných v kryptě
Srdce jsou uložena v konzervačním roztoku ve stříbrných pohárech. Největší urna obsahuje společně uložená srdce Marie Terezie (č. 21) a Františka I. Štěpána Lotrinského (č. 20), obdobně největší společný sarkofág v Císařské hrobce chrání obě jejich těla.

### Horní řada
V horní řadě zleva doprava (podle data úmrtí):
| Po-řa-dí | Jméno                                           | Datum a místo narození         | Datum a místo úmrtí                | Otec                                                        | Matka                                               | Datum a místo svatby, choť | Tělo                                                                        | Vnitřnosti                                             | Poznámky |
| -------- | ----------------------------------------------- | ------------------------------ | ---------------------------------- | ----------------------------------------------------------- | --------------------------------------------------- | --- | --------------------------------------------------------------------------- | ------------------------------------------------------ | --- |
| 1.       | Anna Tyrolská z rodu Habsburků                  | 4. 10. 1585 Innsbruck          | 15. 12. 1618 Vídeň                 | Ferdinand II. Tyrolský (1529–1595)                          | Anna Kateřina Gonzagová (1566–1621)                 | 4. 12. 1611 Vídeň: Matyáš Habsburský (č. 2), její bratranec | hrob č. 1 v Císařské hrobce (1633)                                          | urna č. 17 ve Vévodské hrobce svatoštěpánské katedrály | Císařovna (1612–1618), zakladatelka kostela kapucínů a Císařské hrobky. |
| 2.       | Matyáš Habsburský                               | 24. 2. 1557 Vídeň              | 20. 3. 1619 Vídeň                  | Maxmilián II. (1527–1576)                                   | Marie Španělská z rodu Habsburků (1528–1603)        | 4. 12. 1611 Vídeň: Anna Tyrolská (č. 1), jeho sestřenice | hrob č. 2 v Císařské hrobce (1633)                                          | urna č. 18 ve Vévodské hrobce svatoštěpánské katedrály | Císař (1612–1619). Stříbrný pohár byl v 18. století v tak špatném stavu, že císař Josef II. přikázal zhotovit ještě vnější zlatý pohár. |
| 3.       | Ferdinand II. Štýrský z rodu Habsburků          | 9. 7. 1578 Štýrský Hradec      | 15. 2. 1637 Vídeň                  | Karel II. Štýrský (1540–1590), tohoto nejstarší syn         | Marie Anna Bavorská (1551–1608)                     | 23. 4. 1600 Štýrský Hradec: Marie Anna Bavorská (1574–1616) | mauzoleum ve Štýrském Hradci                                                | urna č. 19 ve Vévodské hrobce svatoštěpánské katedrály | Císař (1619–1637). |
| 3.       | Ferdinand II. Štýrský z rodu Habsburků          | 9. 7. 1578 Štýrský Hradec      | 15. 2. 1637 Vídeň                  | Karel II. Štýrský (1540–1590), tohoto nejstarší syn         | Marie Anna Bavorská (1551–1608)                     | 2. 2. 1622 Innsbruck: Eleonora Gonzagová (1598–1655) | mauzoleum ve Štýrském Hradci                                                | urna č. 19 ve Vévodské hrobce svatoštěpánské katedrály | Císař (1619–1637). |
| 4.       | Ferdinand IV.                                   | 8. 9. 1633 Vídeň               | 9. 7. 1654 Vídeň                   | Ferdinand III. Habsburský (1608–1657), tohoto nejstarší syn | Marie Anna Španělská z rodu Habsburků (1606–1646)   | | hrob č. 29 v Císařské hrobce                                                | urna č. 20 ve Vévodské hrobce svatoštěpánské katedrály | Zakladatel Hrobky srdcí. |
| 5.       | Leopold Vilém Habsburský                        | 6. 1. 1614 Štýrský Hradec      | 20. 11. 1662 Vídeň                 | Ferdinand II. Štýrský (č. 3)                                | Marie Anna Bavorská (1574–1616)                     | | hrob č. 115 v Císařské hrobce                                               | urna č. 23 ve Vévodské hrobce svatoštěpánské katedrály | Biskup pasovský (1625–1662), biskup štrasburský (1626–1662), biskup olomoucký (1638–1662), biskup vratislavský (1656–1662), 45. velmistr řádu německých rytířů (1641–1662), úspěšný vojevůdce třicetileté války, místodržící habsburského Nizozemí (1647–1656), velký sběratel umění. |
| 6.       | Markéta Terezie Španělská z rodu Habsburků      | 12. 8. 1651 Madrid             | 12. 3. 1673 Vídeň                  | Filip IV. Španělský (1605–1665)                             | Marie Anna Habsburská (1634–1696)                   | 12. 12. 1666 Vídeň: Leopold I. (č. 11), zároveň její bratranec a strýc, tohoto první manželka                                                                        | hrob č. 20 v Císařské hrobce                                                | urna č. 29 ve Vévodské hrobce svatoštěpánské katedrály | Císařovna (1666–1673). |
| 7.       | Eleonora Gonzagová                              | 18. 11. 1629 Mantova           | 6. 12. 1686 Vídeň                  | Karel II. Gonzaga (1609–1631)                               | Marie Gonzagová (1609–1660)                         | 30. 4. 1651 Vídeňské Nové Město: Ferdinand III. Habsburský (1608–1657), tohoto třetí manželka                                                                        | hrob č. 19 v Císařské hrobce                                                | urna č. 33 ve Vévodské hrobce svatoštěpánské katedrály | Císařovna (1651–1657), založila dámský Řád hvězdového kříže. |
| 8.       | Marie Antonie Habsburská                        | 18. 1. 1669 Vídeň              | 24. 12. 1692 Vídeň                 | Leopold I. (č. 11), tohoto první dcera                      | Markéta Habsburská (1651–1673)                      | 15. 7. 1685 Vídeň: Maxmilián II. Emanuel (1662–1726), bavorský kurfiřt (1679–1726)                                                                                   | hrob č. 28 v Císařské hrobce                                                | urna č. 36 ve Vévodské hrobce svatoštěpánské katedrály | |
| 9.       | Marie Terezie Habsburská                        | 22. 8. 1684 Vídeň              | 28. 9. 1696 zámek Ebersdorf, Vídeň | Leopold I. (č. 11)                                          | Eleonora Magdalena Falcko-Neuburská (1655–1720)     | | hrob č. 25 v Císařské hrobce                                                | urna č. 37 ve Vévodské hrobce svatoštěpánské katedrály | Dvanáctiletá dcera císaře zemřela na pravé neštovice. |
| 10.      | Marie Josefa Habsburská                         | 6. 3. 1687 Vídeň               | 14. 4. 1703 Vídeň                  | Leopold I. (č. 11)                                          | Eleonora Magdalena Falcko-Neuburská (1655–1720)     | | hrob č. 16 v Císařské hrobce                                                | urna č. 40 ve Vévodské hrobce svatoštěpánské katedrály | |
| 11.      | Leopold I.                                      | 9. 6. 1640 Vídeň               | 5. 5. 1705 Vídeň                   | Ferdinand III. Habsburský (1608–1657), tohoto druhý syn     | Marie Anna Španělská z rodu Habsburků (1606–1646)   | 12. 12. 1666 Vídeň: Markéta Terezie Španělská z rodu Habsburků (č. 6)                                                                                                | hrob č. 37 v Císařské hrobce                                                | urna č. 41 ve Vévodské hrobce svatoštěpánské katedrály | Římský císař (1657–1705), otec císařů Josefa I. (č. 12) a Karla VI. (č. 13). |
| 11.      | Leopold I.                                      | 9. 6. 1640 Vídeň               | 5. 5. 1705 Vídeň                   | Ferdinand III. Habsburský (1608–1657), tohoto druhý syn     | Marie Anna Španělská z rodu Habsburků (1606–1646)   | 1673 Innsbruck per procurationem / 15. 10. 1673 Štýrský Hradec: Klaudie Felicitas Tyrolská z rodu Habsbursků (1653–1676)                                             | hrob č. 37 v Císařské hrobce                                                | urna č. 41 ve Vévodské hrobce svatoštěpánské katedrály | Římský císař (1657–1705), otec císařů Josefa I. (č. 12) a Karla VI. (č. 13). |
| 11.      | Leopold I.                                      | 9. 6. 1640 Vídeň               | 5. 5. 1705 Vídeň                   | Ferdinand III. Habsburský (1608–1657), tohoto druhý syn     | Marie Anna Španělská z rodu Habsburků (1606–1646)   | 14. 12 1676 Pasov: Eleonora Magdalena Falcko-Neuburská (1655–1720)                                                                                                   | hrob č. 37 v Císařské hrobce                                                | urna č. 41 ve Vévodské hrobce svatoštěpánské katedrály | Římský císař (1657–1705), otec císařů Josefa I. (č. 12) a Karla VI. (č. 13). |
| 12.      | Josef I.                                        | 26. 7. 1678 Vídeň              | 17. 4. 1711 Vídeň                  | Leopold I. (č. 11)                                          | Eleonora Magdalena Falcko-Neuburská (1655–1720)     | 24. 2. 1699 Vídeň: Amálie Vilemína Brunšvicko-Lüneburská (1673–1742)                                                                                                 | hrob č. 35 v Císařské hrobce                                                | urna č. 42 ve Vévodské hrobce svatoštěpánské katedrály | Římský císař (1705–1711). |
| 13.      | Karel VI.                                       | 1. 10. 1685 Vídeň              | 20. 10. 1740 Vídeň                 | Leopold I. (č. 11)                                          | Eleonora Magdalena Falcko-Neuburská (1655–1720)     | 1. 8. 1708 Barcelona: Alžběta Kristýna Brunšvicko-Wolfenbüttelská (č. 17)                                                                                            | hrob č. 40 v Císařské hrobce                                                | urna č. 48 ve Vévodské hrobce svatoštěpánské katedrály | Římský císař (1711–1740), otec Marie Terezie (č. 21). |
| 14.      | Marie Alžběta Habsburská                        | 13. 12. 1680 Linec             | 26.8.1741 zámek Mariemont v Belgii | Leopold I. (č. 11)                                          | Eleonora Magdalena Falcko-Neuburská (1655–1720)     | | nejprve v katedrále sv. Guduly v Bruselu, poté hrob č. 38 v Císařské hrobce | urna č. 51 ve Vévodské hrobce svatoštěpánské katedrály | Místodržící Nizozemí (1725–1741). |
| 15.      | Marie Anna Habsburská                           | 14. 9. 1718 Vídeň              | 16. 12. 1744 Brusel                | Karel VI. (č. 13)                                           | Alžběta Kristýna Brunšvicko-Wolfenbüttelská (č. 17) | leden 1744 Vídeň: Karel Lotrinský (1712–1780) | hrob č. 39 v Císařské hrobce                                                | urna č. 52 ve Vévodské hrobce svatoštěpánské katedrály | Mladší sestra Marie Terezie (č. 21). |
| 16.      | bezejmenná princezna                            | 6. 10. 1744 Brusel             | 6. 10. 1744 Brusel                 | Karel Alexandr Lotrinský (1712–1780)                        | Marie Anna Habsburská (č. 15)                       | | hrob č. 47 v Císařské hrobce                                                |                                                        | Neteř Marie Terezie (č. 21). |
| 17.      | Alžběta Kristýna Brunšvicko-Wolfenbüttelská     | 28. 8. 1691 Brunšvik           | 21. 12. 1750 Vídeň                 | Ludvík Rudolf Brunšvicko-Wolfenbüttelský (1671–1735)        | Kristýna Luisa z Öttingen-Öttingenu (1671–1747)     | 1. 8. 1708 Barcelona: Karel VI. (č. 13) | hrob č. 36 v Císařské hrobce                                                | urna č. 53 ve Vévodské hrobce svatoštěpánské katedrály | Císařovna (1711–1740), matka Marie Terezie (č. 21). |
| 18.      | Karel Josef Habsbursko-Lotrinský                | 1. 2. 1745 Vídeň               | 18.1.1761 Vídeň                    | František I. Štěpán Lotrinský (č. 20)                       | Marie Terezie (č. 21)                               | | hrob č. 44 v Císařské hrobce                                                | urna č. 54 ve Vévodské hrobce svatoštěpánské katedrály | 2. syn Marie Terezie |
| 19.      | Johanna Gabriela Habsbursko-Lotrinská           | 4. 2. 1750 Vídeň               | 23. 12. 1762 Vídeň                 | František I. Štěpán Lotrinský (č. 20)                       | Marie Terezie (č. 21)                               | | hrob č. 45 v Císařské hrobce                                                | urna č. 55 ve Vévodské hrobce svatoštěpánské katedrály | 8. dcera Marie Terezie |
| 20.      | František I. Štěpán Lotrinský                   | 8. 12. 1708 Nancy              | 18. 8. 1765 Innsbruck              | Leopold Josef Lotrinský (1679–1729)                         | Alžběta Charlotta Orleánská (1676–1744)             | 12. 2. 1736 Vídeň: Marie Terezie (č. 21) | hrob č. 56 (společný sarkofág se svou ženou) v Císařské hrobce              | urna č. 56 ve Vévodské hrobce svatoštěpánské katedrály | Římský císař (1745–1765). |
| 21.      | Marie Terezie                                   | 13. 5. 1717 Vídeň              | 29. 11. 1780 Vídeň                 | Karel VI. (č. 13)                                           | Alžběta Kristýna Brunšvicko-Wolfenbüttelská (č. 17) | 12. 2. 1736 Vídeň: František I. Štěpán Lotrinský (č. 20) | hrob č. 55 (společný sarkofág se svým mužem) v Císařské hrobce              | urna č. 57 ve Vévodské hrobce svatoštěpánské katedrály | Císařovna (1745–1765), matka 16 dětí. |
| 22.      | Luisa Alžběta                                   | 18. 2. 1790 Vídeň              | 24. 6. 1791 Vídeň                  | František II./I. (č. 43)                                    | Alžběta Vilemína Württemberská (č. )                | | hrob č. 66 v Císařské hrobce                                                | urna č. 58 ve Vévodské hrobce svatoštěpánské katedrály | |
| 23.      | Leopold II.                                     | 5. 5. 1747 Vídeň               | 1. 3. 1792 Vídeň                   | František I. Štěpán Lotrinský (č. 20)                       | Marie Terezie (č. 21)                               | 16. 2. 1764 Madrid per procurationem / 5. 8. 1764 Innsbruck: Marie Ludovika Španělská (č. 24)                                                                        | hrob č. 113 v Císařské hrobce                                               | urna č. 59 ve Vévodské hrobce svatoštěpánské katedrály | Římský císař (1790–1792). |
| 24.      | Marie Ludovika Španělská z rodu Bourbonů        | 24. 11. 1745 Portici, Kampánie | 15. 5. 1792 Vídeň                  | Karel III. Španělský (1716–1788)                            | Marie Amálie Saská (1724–1760)                      | 16. 2. 1764 Madrid per procurationem / 5. 8. 1764 Innsbruck: Leopold II. (č. 23)                                                                                     | hrob č. 114 v Císařské hrobce                                               | urna č. 60 ve Vévodské hrobce svatoštěpánské katedrály | Velkovévodkyně toskánská (1765–1790), císařovna (1790–1792), matka císaře Františka II./I. (č. 43). |
| 25.      | Karolína Leopoldina                             | 8. 6. 1794 Vídeň               | 16. 3. 1795 Vídeň                  | František II./I. (č. 43)                                    | Marie Tereza Neapolsko-Sicilská (č. 35)             | | hrob č. 95 v Císařské hrobce                                                | urna č. 61 ve Vévodské hrobce svatoštěpánské katedrály | |
| 26.      | Alexandr Leopold Habsbursko-Lotrinský           | 14. 8. 1772 Florencie          | 12. 7. 1795 Laxenburg              | Leopold II. (č. 23), tohoto 4. syn                          | Marie Ludovika Španělská (č. 24)                    | | hrob č. 64 v Císařské hrobce                                                | urna č. 62 ve Vévodské hrobce svatoštěpánské katedrály | Uherský palatin (1790–1795). |
| 27.      | Marie Amálie                                    | 15. 10. 1780 Florencie         | 25. 12. 1798 Vídeň                 | Leopold II. (č. 23)                                         | Marie Ludovika Španělská (č. 24)                    | | hrob č. 65 v Císařské hrobce                                                | urna č. 64 ve Vévodské hrobce svatoštěpánské katedrály | |
| 28.      | Marie Kristýna, zvaná "Mimi"                    | 3. 5. 1742 Vídeň               | 24. 6. 1798 Vídeň                  | František I. Štěpán Lotrinský (č. 20)                       | Marie Terezie (č. 21)                               | 8. 4. 1766 zámek Hof: Albert Kazimír Sasko-Těšínský (č. 40) | hrob č. 112 v Císařské hrobce                                               | urna č. 63 ve Vévodské hrobce svatoštěpánské katedrály | Oblíbená dcera Marie Terezie. Její monumentální kenotaf se nachází v lodi augustiniánského kostela. |
| 29.      | Karolína Louisa                                 | 9. 12. 1795 Vídeň              | 30. 6. 1799 zámek Hetzendorf       | František II./I. (č. 43)                                    | Marie Tereza Neapolsko-Sicilská (č. 35)             | | hrob č. 87 v Císařské hrobce                                                | urna č. 65 ve Vévodské hrobce svatoštěpánské katedrály | |
| 30.      | Maxmilián František Habsbursko-Lotrinský        | 8. 12. 1756 Vídeň              | 26. 7. 1801 zámek Hetzendorf       | František I. Štěpán Lotrinský (č. 20)                       | Marie Terezie (č. 21)                               | | hrob č. 118 v Císařské hrobce                                               | urna č. 66 ve Vévodské hrobce svatoštěpánské katedrály | 53. velmistr řádu německých rytířů (1780–1801), arcibiskup kolínský (1784–1801). |
| 31.      | Karolína Ferdinanda                             | 2. 8. 1793 Florencie           | 5. 1. 1802 Vídeň                   | František II./I. (č. 43)                                    | Marie Tereza Neapolsko-Sicilská (č. 35)             | | hrob č. 79 v Císařské hrobce                                                | urna č. 67 ve Vévodské hrobce svatoštěpánské katedrály | |
| 32.      | Louisa Marie Neapolsko-Sicilská z rodu Bourbonů | 27. 7. 1773 Neapol             | 19. 9. 1802 Vídeň                  | Ferdinand I. Neapolsko-Sicilský (1751–1825)                 | Marie Karolína Habsbursko-Lotrinská (č. 38)         | 15. 8. 1790 Neapol per procurationem / 19. 9. 1790 Vídeň: Ferdinand III. Toskánský (1769–1824), toskánský velkovévoda (1790–1801 a 1814–1824), tohoto první manželka | hrob č. 84 v Císařské hrobce                                                | urna č. 68 ve Vévodské hrobce svatoštěpánské katedrály | |

### Dolní řada
V dolní řadě zleva doprava (podle data úmrtí):
| Po-řa-dí | Jméno                                              | Datum a místo narození        | Datum a místo úmrtí           | Otec                                              | Matka                                                    | Datum a místo svatby, choť | Tělo                                                                          | Vnitřnosti                                             | Poznámky |
| -------- | -------------------------------------------------- | ----------------------------- | ----------------------------- | ------------------------------------------------- | -------------------------------------------------------- | --- | ----------------------------------------------------------------------------- | ------------------------------------------------------ | --- |
| 33.      | Marie Amálie Habsbursko-Lotrinská                  | 26. 2. 1746 Vídeň             | 18. 6. 1804 Praha             | František I. Štěpán Lotrinský (č. 20)             | Marie Terezie (č. 21)                                    | 19. 7. 1769 Parma: Ferdinand Parmský (1751–1825)                                                                               | Královská hrobka v katedrále sv. Víta v Praze                                 |                                                        | 4. dcera Marie Terezie |
| 34.      | Ferdinand Karel d'Este                             | 1. 6. 1754 Vídeň              | 24. 12. 1806 Vídeň            | František I. Štěpán Lotrinský (č. 20)             | Marie Terezie (č. 21)                                    | 15. 10. 1771 Milán: Marie Beatrice d'Este (1750–1829)                                                                          | hrob č. 105 v Císařské hrobce                                                 | urna č. 69 ve Vévodské hrobce svatoštěpánské katedrály | 4. syn Marie Terezie, generální guvernér rakouské Lombardie, zakladatel větve Rakouští-Este.                                                                                     |
| 35.      | Marie Tereza Neapolsko-Sicilská z rodu Bourbonů    | 6. 6. 1772 Neapol             | 13. 4. 1807 Vídeň             | Ferdinand I. Neapolsko-Sicilský (1751–1825)       | Marie Karolína Habsbursko-Lotrinská (č. 38)              | 15. 8. 1790 Neapol per procurationem: František II./I. Rakouský (č. 43)                                                        | hrob č. 60 v Císařské hrobce                                                  | urna č. 70 ve Vévodské hrobce svatoštěpánské katedrály | Římská (1792–1806) a rakouská císařovna (1804–1807). |
| 36.      | Josef František                                    | 9. 4. 1799 Vídeň              | 30. 6. 1807 Laxenburg         | František II./I. Rakouský (č. 43)                 | Marie Tereza Neapolsko-Sicilská (č. 35)                  | | hrob č. 69 v Císařské hrobce                                                  | urna č. 71 ve Vévodské hrobce svatoštěpánské katedrály | |
| 37.      | Jan Nepomuk Karel                                  | 29. 8. 1805                   | 19. 2. 1809                   | František II./I. Rakouský (č. 43)                 | Marie Tereza Neapolsko-Sicilská (č. 35)                  | | hrob č. 71 v Císařské hrobce                                                  | urna č. 72 ve Vévodské hrobce svatoštěpánské katedrály | |
| 38.      | Marie Karolína                                     | 13. 8. 1752 Schönbrunn, Vídeň | 8. 9. 1814 zámek Hetzendorf   | František I. Štěpán Lotrinský (č. 20)             | Marie Terezie (č. 21)                                    | 7. 4. 1768 : Ferdinand I. Neapolsko-Sicilský (1751–1825), 1. král Obojí Sicílie (1816–1823), jako král neapolský Ferdinand IV. | hrob č. 107 v Císařské hrobce                                                 | urna č. 73 ve Vévodské hrobce svatoštěpánské katedrály | Neapolská a sicilská královna. |
| 39.      | Marie Ludovika Modenská z rodu Este                | 14. 12. 1787 Monza            | 7. 4. 1816 Vídeň              | Ferdinand Karel d'Este (č. 34)                    | Marie Beatrice d'Este (1750–1829)                        | 6. 1. 1808 Vídeň: František II./I. Rakouský (č. 43), její bratranec                                                            | hrob č. 58 v Císařské hrobce                                                  | urna č. 74 ve Vévodské hrobce svatoštěpánské katedrály | Rakouská císařovna (1808–1816). |
| 40.      | Albert Sasko-Těšínský z rodu Wettinů               | 11. 7. 1738 Moritzburg        | 10. 2. 1822 Vídeň             | August III. Polský (1696–1763)                    | Marie Josefa Habsburská (1699–1757)                      | 8. 4. 1766 zámek Hof: Marie Kristina Habsbursko-Lotrinská (č. 28)                                                              | hrob č. 111 v Císařské hrobce                                                 | urna č. 75 ve Vévodské hrobce svatoštěpánské katedrály | Vévoda sasko-těšínský. |
| 41.      | Rudolf František                                   | 25. 9. 1822 Vídeň             | 24. 10. 1822 Vídeň            | Karel Ludvík Rakousko-Těšínský (č. 45)            | Jindřiška Nasavsko-Weilburská (1797–1829)                | | hrob č. 125 v Císařské hrobce                                                 |                                                        | |
| 42.      | František Josef Karel - Napoleon II., řečený Orlík | 20. 3. 1811 Paříž             | 22. 7. 1832 Vídeň             | Napoleon Bonaparte (1769–1821)                    | Marie Luisa Habsbursko-Lotrinská (1791–1847)             | | Tělo původně pohřbeno v Císařské hrobce, od roku 1940 v Invalidovně v Paříži. | urna č. 76 ve Vévodské hrobce svatoštěpánské katedrály | Římský král (1811–1814), titulární císař Francouzů (1815), princ parmský (1814–1817), vévoda zákupský (1818–1832). Jeho urna je obvázána stuhou v barvách francouzské trikolóry. |
| 43.      | František II./I.                                   | 12. 2. 1768 Florencie         | 2. 3. 1835 Vídeň              | Leopold II. (č. 23)                               | Marie Ludovika Španělská (č. 24)                         | 6. 1. 1788 Vídeň: Alžběta Vilemína Württemberská (1767–1790)                                                                   | hrob č. 57 v Císařské hrobce                                                  |                                                        | Poslední římský (1792–1806) a 1. rakouský císař (1804–1835). |
| 43.      | František II./I.                                   | 12. 2. 1768 Florencie         | 2. 3. 1835 Vídeň              | Leopold II. (č. 23)                               | Marie Ludovika Španělská (č. 24)                         | 15. 8. 1790 Neapol per procurationem: Marie Tereza Neapolsko-Sicilská (č. 35)                                                  | hrob č. 57 v Císařské hrobce                                                  |                                                        | Poslední římský (1792–1806) a 1. rakouský císař (1804–1835). |
| 43.      | František II./I.                                   | 12. 2. 1768 Florencie         | 2. 3. 1835 Vídeň              | Leopold II. (č. 23)                               | Marie Ludovika Španělská (č. 24)                         | 6. 1. 1808 Vídeň: Marie Ludovika Modenská (č. 39)                                                                              | hrob č. 57 v Císařské hrobce                                                  |                                                        | Poslední římský (1792–1806) a 1. rakouský císař (1804–1835). |
| 43.      | František II./I.                                   | 12. 2. 1768 Florencie         | 2. 3. 1835 Vídeň              | Leopold II. (č. 23)                               | Marie Ludovika Španělská (č. 24)                         | 29. 10. 1816 Mnichov per procurationem / 10. 11. 1816 Vídeň: Karolína Augusta Bavorská (1792–1873)                             | hrob č. 57 v Císařské hrobce                                                  |                                                        | Poslední římský (1792–1806) a 1. rakouský císař (1804–1835). |
| 44.      | Antonín Viktor                                     | 31. 8. 1779 Florencie         | 2. 4. 1835 Vídeň              | Leopold II. (č. 23)                               | Marie Ludovika Španělská (č. 24)                         | | hrob č. 103 v Císařské hrobce                                                 |                                                        | 54. velmistr řádu německých rytířů (1804–1835). |
| 45.      | Karel Ludvík                                       | 5. 9. 1771 Florencie          | 30. 4. 1847 Vídeň             | Leopold II. (č. 23)                               | Marie Ludovika Španělská (č. 24)                         | Jindřiška Nasavsko-Weilburská (1797–1829)                                                                                      | hrob č. 122 v Císařské hrobce                                                 |                                                        | Vévoda těšínský, vítěz od Aspern (1809). |
| 46.      | Ferdinand Karel                                    | 25. 4. 1781 Milán             | 5. 11. 1850 Ebenzweier        | Ferdinand Karel Habsbursko-Lotrinský (č. 34)      | Marie Beatrice d'Este (1750–1829)                        | | hrob č. 102 v Císařské hrobce                                                 |                                                        | |
| 47.      | František Josef                                    | 5. 3. 1855 Židlochovice       | 13. 3. 1855 Židlochovice      | Karel Ferdinand Rakousko-Těšínský (1818–1874)     | Alžběta Františka Marie Habsbursko-Lotrinská (1831–1903) | | hrob č. 68 v Císařské hrobce                                                  |                                                        | |
| 48.      | Marie Anna                                         | 8. 6. 1804 Vídeň              | 28. 12. 1858 zámek Hetzendorf | František II./I. (č. 43)                          | Marie Tereza Neapolsko-Sicilská (č. 35)                  | | hrob č. 82 v Císařské hrobce                                                  |                                                        | |
| 49.      | Hildegarda Luisa Bavorská z rodu Wittelsbachů      | 10. 6. 1825 Würzburg          | 2. 4. 1864 Vídeň              | Ludvíka I. (1786–1868), bavorský král (1825–1848) | Tereza Sasko-Hildburghausenská (1792–1854)               | Albrecht Fridrich Rakousko-Těšínský (1817–1895)                                                                                | hrob č. 129 v Císařské hrobce                                                 |                                                        | |
| 50.      | Ludvík Josef                                       | 13. 12. 1784 Florencie        | 21. 12. 1864 Vídeň            | Leopold II. (č. 23)                               | Marie Ludovika Španělská (č. 24)                         | | hrob č. 104 v Císařské hrobce                                                 |                                                        | Vedl státní záležitosti za Ferdinanda I. Dobrotivého (č. 53) v letech 1835–1848.                                                                                                 |
| 51.      | Marie Ferdinanda Saská z rodu Wettinů              | 27. 4. 1796 Drážďany          | 3. 1. 1865 Brandýs nad Labem  | Maxmilián Saský (1759–1838)                       | Karolína Bourbonsko-Parmská (1770–1804)                  | 6. 5. 1821 Florencie: Ferdinand III. Toskánský (1769–1824), toskánský velkovévoda (1790–1801 a 1814–1824)                      | hrob č. 86 v Císařské hrobce                                                  |                                                        | |
| 52.      | Matylda                                            | 25. 1. 1849 Vídeň             | 6. 6. 1867 zámek Hetzendorf   | Albrecht Fridrich Rakousko-Těšínský (1817–1895)   | Hildegarda Luisa Bavorská (č. 49)                        | | hrob č. 130 v Císařské hrobce                                                 |                                                        | |
| 53.      | Ferdinand I. Dobrotivý                             | 19. 4. 1793 Vídeň             | 29. 6. 1875 Praha             | František II./I. (č. 43)                          | Marie Tereza Neapolsko-Sicilská (č. 35)                  | 12. 2. 1831 Turín per procurationem / 27. 2. 1831 Vídeň: Marie Anna Savojská (1803–1884)                                       | hrob č. 62 v Císařské hrobce                                                  | urna č. 77 ve Vévodské hrobce svatoštěpánské katedrály | 2. rakouský císař (1835-1848). |
| 54.      | František Karel                                    | 17. 12. 1802 Vídeň            | 8. 3. 1878 Vídeň              | František II./I. (č. 43)                          | Marie Tereza Neapolsko-Sicilská (č. 35)                  | 4. 11. 1824 Vídeň: Žofie Frederika Bavorská (1805–1872)                                                                        | hrob č. 135 v Císařské hrobce                                                 | urna č. 78 ve Vévodské hrobce svatoštěpánské katedrály | Byl posledním Habsburkem, jehož ostatky byly po starém zvyku rozděleny a pohřbeny na třech různých místech.                                                                      |

## Seznam osob s tradičně rozdělenými ostatky

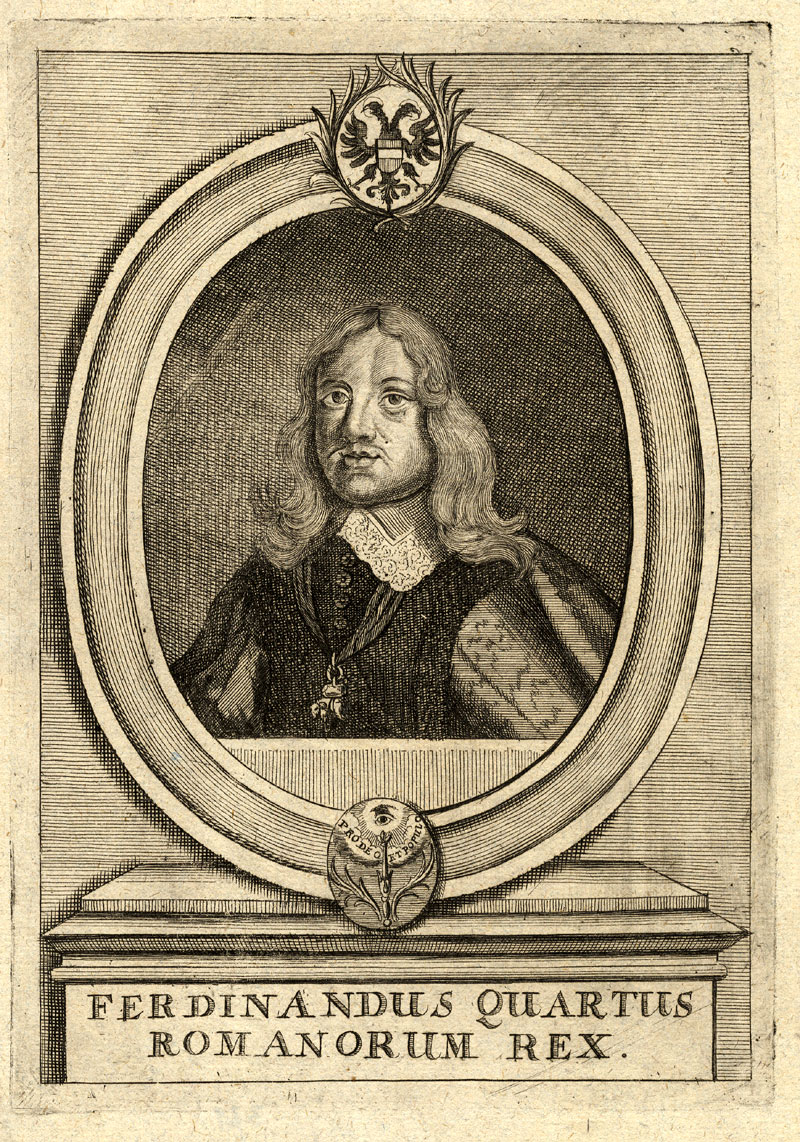
Ferdinand IV. – zakladatel Hrobky srdcí a zároveň tradice pohřbívání jednoho těla na třech různých místech.

Seznam 39 osob, jejichž tělo bylo podle základního vzorce pochováno v Císařské hrobce, jejich srdce v Hrobce srdcí a vnitřní orgány ve Vévodské hrobce. Před osobami je uvedeno číslo hrobu (sarkofágu), urny na srdce a urny na vnitřnosti. Mezi těmito osobami je 6 císařů, u kterých je uvedena doba vlády a jsou zvýrazněni tučně.
1. 001-01-17 Anna Tyrolská
2. 002-02-18 Matyáš Habsburský (1612–1619)
3. 029-04-20 Ferdinand IV.
4. 115-05-23 Leopold Vilém
5. 020-06-29 Markéta Terezie Španělská
6. 019-07-33 Eleonora Gonzagová
7. 028-08-36 Marie Antonie
8. 025-09-39 Marie Terezie
9. 016-10-40 Marie Josefa
10. 037-11-41 Leopold I. (1657–1705)
11. 035-12-42 Josef I. (1705–1711)
12. 040-13-48 Karel VI. (1711–1740)
13. 038-14-51 Marie Alžběta
14. 039-15-52 Marie Anna
15. 036-17-53 Alžběta Kristýna Brunšvicko-Wolfenbüttelská
16. 044-18-54 Karel Josef
17. 045-19-55 Johanna Gabriela
18. 056-20-56 František I. Štěpán Lotrinský (1740–1765)
19. 055-21-57 Marie Terezie
20. 066-22-58 Luisa Alžběta
21. 113-23-59 Leopold II.
22. 114-24-60 Marie Ludovika Španělská
23. 095-25-61 Karolína Leopoldina
24. 064-26-62 Alexander Leopold
25. 065-27-64 Marie Amálie
26. 112-28-63 Marie Kristýna
27. 087-29-65 Karolína Louisa
28. 118-30-66 Maxmilián František
29. 079-31-67 Karolína Ferdinanda
30. 084-32-68 Louisa Marie
31. 105-34-69 Ferdinand Karel d'Este
32. 060-35-70 Marie Tereza Neapolsko-Sicilská
33. 069-36-71 Josef František
34. 071-37-72 Jan Nepomuk Karel
35. 107-38-73 Marie Karolína
36. 058-39-74 Marie Ludovika Modenská
37. 111-40-75 Albert Sasko-Těšínský
38. 062-53-77 Ferdinand I. Dobrotivý (1835–1848)
39. 135-54-78 František Karel